# Цыплёнок генерала Цо

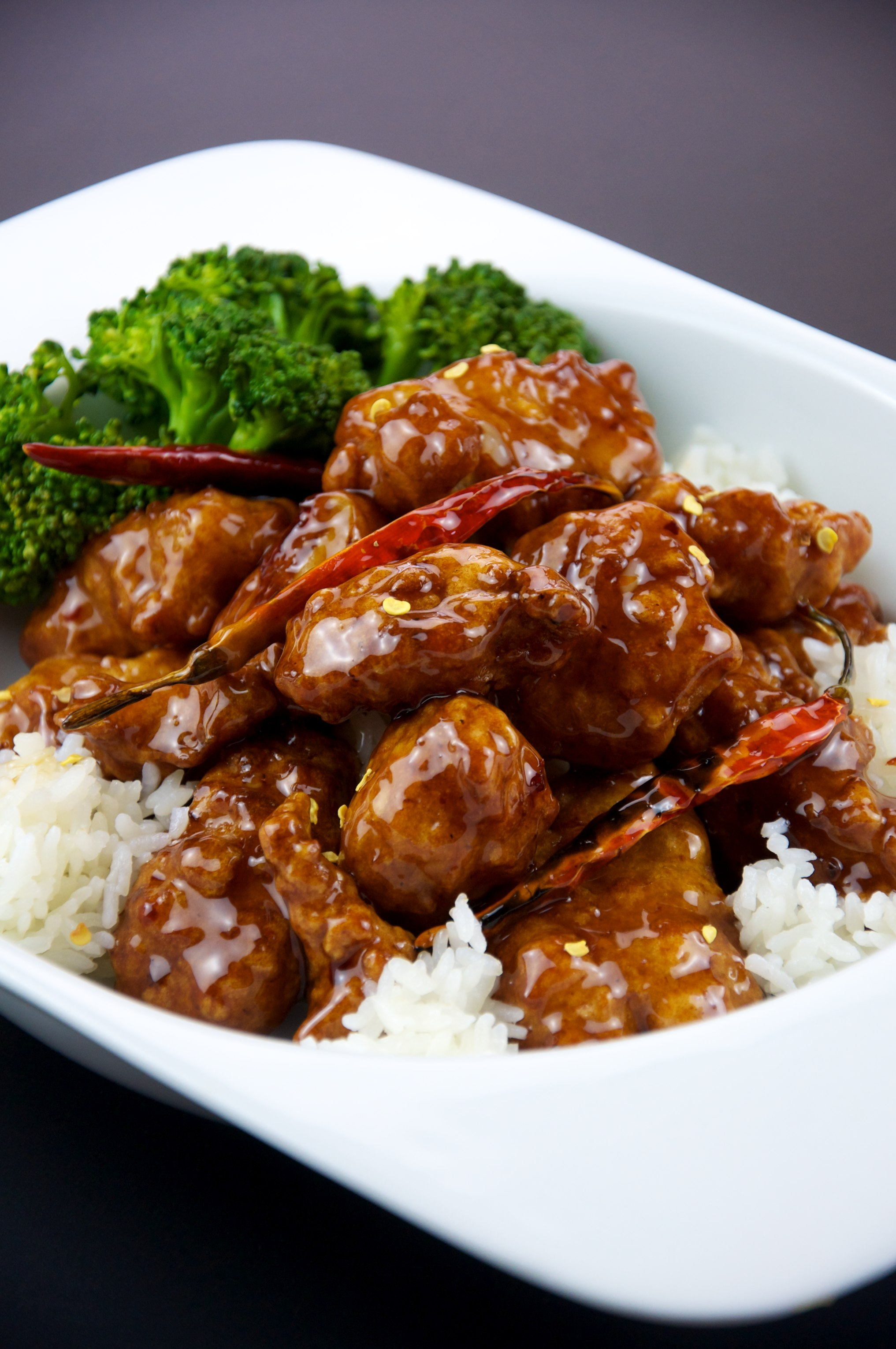
Цыплёнок генерала Цо

Цыпленок генерала Цо (кит. 左宗棠 雞) — сладкое блюдо из жареной курятины, которое подают в североамериканских китайских ресторанах; особенно популярно в Нью-Йорке. Блюдо названо в честь Цзо Цзунтана, государственного деятеля и военного лидера династии Цин, хотя никаких письменных свидетельств связи с ним нет, и это блюдо не известно в Хунани, родной провинции Цзо.

## Название и происхождение
По наиболее распространённой версии блюдо названо в честь Цзо Цзунтана (Tso Tsung-t’ang) (1812—1885), государственного деятеля династии Цин и военачальника из провинции Хунань. Тем не менее, блюдо не встречается ни в Чанша, столице провинции Хунань, ни в уезде Сянъинь, где родился Цзо. Более того, потомки Цзо, которые все ещё живут в уезде Сянъинь, в ходе интервью утверждали, что никогда не слышали о таком блюде.
Шеф-повар и кулинарный автор Эйлин Иньфэй Ло в своей книге «Китайская кухня» утверждает, что это блюдо происходит от простого куриного блюда провинции Хунань и что ссылка на «Цзунтан» не была ссылкой на имя Цзо Цзунтана, а скорее связана с омонимом «цзунтан» (宗堂), что означает «зал собраний предков».
Блюдо или его варианты известны под множеством названий: цыпленок губернатора Цо, цыпленок генерала Тао, цыпленок генерала Гао / Гау, цыпленок генерала Мао, цыпленок генерала Цао, цыпленок генерала Тонга, цыпленок генерала Танга, цыпленок генерала Т, цыпленок генерала Чо, цыпленок генерала Чая, цыпленок генерала Джо, цыпленок T.S.O., цыпленок генерала Чинга, цыпленок генерала Джонга, домашний цыпленок или просто Цыпленок генерала.
Фуксия Данлоп, английская писательница и повар, специализирующаяся на китайской кухне, утверждает, что рецепт был придуман знаменитым пекинским кулинаром, личным поваром Чан Кайши, Пэн Чжангуем (彭長貴 Peng Chang-kuei), который вместе с Чан Кайши бежал на Тайвань в 1949 году после поражения правительства Гоминьдана. Во время Первого кризиса в Тайваньском проливе, когда адмирал ВМС США Артур Уильям Рэдфорд был на Тайване, Пэн приготовил банкет, на котором он подал новое хунаньское блюдо из курицы и перца чили, назвав его в честь генерала Цзо Цзунтана Позже Пэн готовил курицу в своём ресторане в Тайпее. А когда Пэн Чжангуй в 1973 году эмигрировал в Америку, то открыл ресторан в Нью-Йорке, и стал готовить в нём курицу генерала Цо, адаптированную к местным вкусам. Генри Киссинджер был постоянным клиентом ресторана. После завоевания популярности ресторан был переименован в Peng’s. Ресторан претендует на то, что был первым рестораном в городе, где подавали цыпленка генерала Цо. Поскольку блюдо (и кухня) были новыми, Пэн сделал его фирменным блюдом, несмотря на обычные для Китая ингредиенты. В обзоре The New York Times в 1977 году упоминается, что «цыпленок генерала Цо был жареным шедевром, обжигающим как по вкусу, так и по температуре».
Популярность этого блюда привела к тому, что его переняли местные хунаньские повара и кулинарные обозреватели. Но когда Пенг открыл ресторан в провинции Хунань в 1990-х годах, предлагая курицу генерала Цо, ресторан вскоре прогорел и закрылся, так как местные жители сочли блюдо слишком сладким.
Майкл Тонг, владелец нью-йоркского ресторана «Shun Lee Palaces», утверждает, что именно его ресторан был первым, где подавали курицу генерала Цо, и что рецепт был изобретен китайским иммигрантом, шеф-поваром по имени Т. Т. Ван (Т.Т. Wang) в 1972 году, после чего его стали копировать другие хунаньские рестораны в Америке.
Также отмечалось, что эти две истории могут не противоречить друг другу в том смысле, что нынешний рецепт курицы генерала Цо, где мясо обжаривается до хрустящей корочки, был введен шеф-поваром Ваном, но как «цыпленок генерала Чинга», название, которое до сих пор встречается в интернете; в то время как название «Цыпленок генерала Цо» можно проследить до шеф-повара Пенга, который готовил его по-другому.
Эти конкурирующие утверждения обсуждаются в документальном фильме 2014 года «В поисках генерала Цо», в котором также прослеживается параллель между историей китайской иммиграции в США и развитием уникальной американской китайской кухни.

## Рецепт
Традиционные базовые ингредиенты включают:
- Соус: соевый соус, рисовое вино, рисово-винный уксус, сахар, кукурузный крахмал, сушёный красный перец чили (целиком), чеснок.
- Кляр / панировка: яйцо, кукурузный крахмал.
- Блюдо: брокколи, куриное темное мясо (нарезанное кубиками).

Куриное мясо обжаривается в кляре, добавляется в сковороду с соусом. Подаётся горячим.

## Региональные различия
Тайваньский ресторан Пэн Чжангуй также готовит блюдо и упоминается в некоторых источниках, как изобретатель блюда. Различия между этим тайваньским блюдом и тем, что обычно встречается в Северной Америке, заключаются в том, что оно несладкое на вкус, курица готовится с кожицей, а соевый соус играет гораздо более важную роль.